# Maják Capo Greco
Maják Capo Greco je aktivní maják nacházející se na výběžku mysu Greko v distriktu Famagusta na Kypru.

## Historie
Maják, který byl postaven Brity a uveden do provozu v roce 1892, se nachází asi 8 km jihovýchodně od Agia Napa na jihovýchodním cípu mysu Greko.

## Popis
Maják je kruhová zděná věž vysoká 15 m s ochozem a lucernou, která je připojena k malé jednopatrové budově. Je natřen na bílo. V ohniskové výšce 16 m vysílá každých 15 s  bílý a červený záblesk (1,5 s) v závislosti na směru. Dosah bílého světla je 12 nm (asi 22 km) a červeného světla 11 nm (asi 20 km).
Identifikátor:
- ARLHS: CYP003[5]
- Admiralita: N5888[6]
- NGA: 20940

Charakteristika: Fl W 15s 
Frekvence: 15 sekund (W) (záblesk 1,5 s, pauza (tma) 13,5 s)

## Zajímavosti
V roce 2011 byla vydána série tří poštovních známek s vyobrazením kyperských majáků Cape Kiti, Cape Greco a Paphos.